# Parco naturale del Gran Bosco di Salbertrand
Il parco naturale del Gran Bosco di Salbertrand è un'area naturale protetta del Piemonte che si estende sulla destra della Val di Susa. Nella zona è inoltre stato istituito il sito di interesse comunitario Gran Bosco di Salbertrand (IT1110010).

## Geografia
Il parco è situato in Valle di Susa, in provincia di Torino, nella destra orografica del fiume Dora Riparia che solca la valle, creandone il confine a nord. A sud il parco si estende sino al crinale che fa da confine tra le valli di Susa e Chisone, solcato dalla strada denominata "dei Sette Colli" o "dell'Assietta". Per un lungo tratto tale strada fa da confine al parco con ingressi segnalati ai Colli (da ovest a est) Costapiana, Blegier e  Lauson. A ovest il parco confina con il comune di Sauze d'Oulx e a est con il comune di Chiomonte.

## Fauna
21 specie di mammiferi censiti tra le quali dominano cervi, caprioli, camosci e marmotte. 70 specie di uccelli nidificanti tra cui galli forcelli e coturnici.
Particolarmente nutrite sono le colonie di cervi e caprioli.

## Flora
Oltre 600 specie vegetali censite. A valle del parco sono presenti varie latifoglie; nel cuore vi sono conifere come abete bianco, abete rosso, larice, pino cembro e pino silvestre; in altitudine sono solo pascoli alpini.

## Accessi
Il parco è raggiungibile in treno tramite la stazione di Salbertrand. Da qui, una breve camminata porta verso il parcheggio Pinea, da cui partono i sentieri che si inoltrano all'interno del parco. In alternativa, è possibile scendere alla stazione di Oulx e utilizzare la navetta in coincidenza per Sauze d'Oulx: da qui, si raggiunge a piedi la borgata Monfol, da cui inizia la cartellonistica dell'area protetta.
In auto, si può raggiungere l'alta Val Susa con la SS 24, o l'autostrada A 32 (uscite consigliate Susa Ovest per ingresso a Exilles e/o Salbertrand oppure Oulx Circonvallazione per ingresso al parco da Sauze d'Oulx).
Da Salbertrand: in auto si va direttamente all'area attrezzata Pinea, con parcheggio.
Da Exilles: dal paese si segue la strada per Champbons e poi per sterrata fino a borgata Sapè.
Da Sauze d'Oulx: due sono gli accessi. Il primo si raggiunge procedendo dal concentrico verso la borgata Gran Villard e, superata questa ed entrando nel comune di Oulx, procedendo nel parco dove è possibile transitare con auto attraversando Monfol (borgata di Oulx) sino all'area attrezzata di Ser Blanc. Il secondo si raggiunge procedendo dal concentrico verso borgata Richardette verso la SP 173 del Colle dell'Assietta sino a località Enfers da dove è consentito entrare nel Parco con auto sino ai segnali di divieto posti internamente al bosco.
Da Susa e Chiomonte: al pian del Frais, poi Alpe Arguel per strada sterrata oppure via Clot Rosset e per sterrata in direzione Clot Rosset/Clot des Anes.

## Comuni
I seguenti comuni hanno parte del loro territorio interessato dall'area del parco:
- Chiomonte
- Exilles
- Oulx
- Sauze d'Oulx
- Salbertrand
- Pragelato in Val Chisone
- Usseaux in Val Chisone